# 戴家埔乡
戴家埔乡，是中华人民共和国江西省吉安市遂川县下辖的一个乡镇级行政单位。

## 行政区划
戴家埔乡下辖以下地区：
水东社区、油坑村、大洞村、七岭村、川桃村、阡陌村、淋洋村、立新村、双桥岭村、福龙村、清秀村和戴家埔村。